# Paralenaeus
Paralenaeus is een geslacht van wantsen uit de familie van de Reduviidae (Roofwantsen). Het geslacht werd voor het eerst wetenschappelijk beschreven door Odo Reuter in 1883.

## Soorten
Het genus bevat de volgende soorten:

- Paralenaeus pyrrhomelas Reuter, 1881
- Paralenaeus schaeferi Yang, Cao & Cai, 2012